# Королівська опера Версаля
Королівська опера Версаля (фр. Opéra Royal de Versailles) — головний оперний і драматичний театр Версальського палацу. Приміщення опери побудоване за проектом архітектора Анжа Жака Ґабріеля цілком з дерева і розписане під мармур. Оздоблення інтер'єрів виконане скульптором Огюстеном Пажу.
Опера розташована в кінці Північного крила Версаля, публіка потрапляє до театру через двоповерховий вестибюль. Деякі фрагменти Опери, приміром, Королівська ложа чи Королівський будуар, є найпершими проявами стилю, що пізніше отримає назву стиль Людовика XVI.
Опера відкрилась 16 травня 1770 року виконанням музичної трагедії «Персей», яку Жан Батіст Люллі стоворив у 1682 році, в рік переїзду Людовика XIV до Версальського палацу. Вистава давалась на честь одруження дофіна — майбутнього Людовика XVI — і Марії Антуанетти.
Глядацький зал Королівської опери вміщує до 712 глядачів під час оперних чи драматичних постановок, а також оркестрових подій. Для проведення урочистих прийомів і бенкетів, механізм, розроблений майстром Арну, дозволяє підіймати партер до рівня сцени, у такому разі приміщення Опери може вміщувати до 1200 осіб. 

## Значення раннього театру у французькому суспільстві
Театр став важливим елементом у французькому суспільстві задовго до того, як було заплановане будівництво Королівської опери. Починаючи з правління Людовика XIII зростала частота і регулярність театральних вистав, вони вважались не тільки розвагою, а й проявом могутності. Ідею про те, що театр є проявом влади можна прослідкувати від регента Людовика XIII, Кардинала Рішельє. Рішельє хотів створити образ короля Франції, який у всьому добре обізнаний, і суспільства, яке займається не тільки політикою і справами двору, але й музикою, мистецтвом, театром. Він уявляв собі сили, що через культуру ведуть вперед. Відвідування театру швидко стало символом вищості, і хоча в той час було побудовано тільки декілька постійних театральних майданчиків, театр здебільшого був вже сформованим. Театральні сцени використовувались для невеликих дивертисментів для двору, а також час від часу королівською родиною для своїх власних портеб. Виступ Людовика XIV у 1653 році у «Балеті Ночі», наприклад, був утвердженням його влади, зрілого віку, а також того факту, що він готовий зайняти трон без регентів (за зіграну у цій виставі алегоричну роль Сонця Людовик XIV отримав своє прізвисько «Король-Сонце»).

## Доба Просвітництва
В добу Просвітництва театри у Франції слугували майданчиком для обговорення політичних і суспільних ідей, для випробування міфів і релігійних догматів. Оскільки все більше мислителів доби Просвітництва стали піддавати сумнівам релігійні підвалини, багато хто з міських жителів XVIII століття став змінювати церковну кафедру на театральну сцену в пошуках моральних норм, а також розваг. Аристократія мала пряме відношення до підйому інтересу до театру. Людовик XIV перевів Королівський двір з Парижа до Версаля, прагнучи зміцнити владу свого правління. Але Королівська опера була зведена пізніше, для Людовика XV. Його фаворитка, Маркіза де Помпадур, яка спустошувала скарбницю Франції, надавала покровительство художникам, акторам і музикантам. При цьому аристократія і церква були звільнені від податків, по рахунках за розваги монархії платила буржуазія. Незважаючи на це, будівництво Опери почалося тільки після смерті фаворитки Людовика.

## Тимчасові театри, 1664—1674
Протягом перших років правління Людовика XIV театри часто були тимчасовими спорудами, що зводилися для певної події і розбиралися після використання. Перший такий театр був споруджений для гуляння Задоволення чаруючого острівця (фр. Plaisirs de l’Île enchantée), яке відбулось у 1664 році. Тимчасовий театр був побудований трохи західніше від того місця де зараз розташований Басейн Аполлона, і 8 травня на цій сцені відбулась дебютна вистава комедії-балету «Принцеса Елідська» Мольєра. На час цього святкування було зведено ще один театр всередині палацу для представлення трьох інших п'єс Мольєра: «Нестерпні», «Одруженні з примусу» і «Тартюф», прем'єра якого відбулась в незавершеному, спірному вигляді. Жоден з цих театрів не пережив самого свята.
Для Великого Королівський Дивертисменту 1668 року, який проводився на честь завершення Дореволюційної війни, у парку Версаля був споруджений розкішний тимчасовий театр, на місці де зараз розташований Басейн Бахуса. Побудований з пап'є-маше, позолоченого і пофарбованого під мармур і ляпіс-лазур, театр вмістив 1200 глядачів, до уваги яких 18 липня 1668 року була представлена дебютна вистава комедії Мольєра «Жорже Данден». Як і за часів Задоволень чаруючого острівця, цей театр був розібраний незабаром після завершення свята.
Третє свято, а точніше кажучи, череда з шести свят, — Версальський Дивертисмент — проходило в липні і серпні 1674 року на честь відзначення другого завоювання області Франш-Конте. На святі були представлені кілька театральних вистав, поставлених в тимчасових театрах на території парку. 4 липня в Мармуровому дворику для двору грали трагедію «Альцеста» на музику Люллі, 11 липня була представлена п'єса Кіно «Еклога Версаля» поруч з палацом Порцеляновий Тріанон; вісьмома днями пізніше, Грот Фетіди слугував декораціями п'єси Мольєра «Удаваний хворий», а 18 серпня відбулась прем'єра трагедії Расіна «Іфігенія» в театрі, побудованому в Оранжереї.

## Виникнення постійних театрів

### Зал Комедії, 1681—1769
Незважаючи на потребу в постійному театрі у Версалі, такий театр побудували тільки в 1681 році. У Королівських будівельних відомостях за цей рік зареєстровані платежі за зведення театру, який і був споруджений на першому поверсі Палацу між головним корпусом і Південним флігелем. Всередині приміщення театру, відомому як Зал Комедії, містився напівкруглий ряд сидячих місць і ложі, влаштовані в нішах бічних стін. На південній стіні театру, що примикає до стіни Сходів Принців, була влаштована Королівська трибуна, яка складалася з центральної восьмигранної ложі і двох невеликих лож з боків. Зал Комедії працював фактично як постійний театр Версаля до 1769 року, коли його зруйнували щоб влаштували прямий доступ до парку з Королівського двору (Cour Royale).

### Малий театр, 1688—1703
У 1688 році Людовик XIV дав розпорядження побудувати невеликий театр в північному крилі палацу Великий Тріанон. Ця споруда була зруйнована в 1703 році при будівництві нових апартаментів для Короля.
Оскільки Зал Комедії проектувався для сценічних постановок, Версаля не вистачало театру в якому можна було ставити хитромудріші вистави. Для більших постановок використовували Манеж у Великих стайнях, але простір тут був обмежений. У 1685 році Людовик XIV затвердив план зведення більшого постійного театру, який дозволив би ставити складніші вистави, такі як «машинні п'єси».
Машинними п'єсами називалися театральні вистави з елементами балету, опери і спеціальних сценічних ефектів, для використання яких театр мав вміщувати складні механізми. Машинний Зал в паризькому Палаці Тюїльрі, розроблений італійцем Карло Вігарані, був найближчим до Версаля. Однак, враховуючи неприязнь Людовика XIV до Парижу — головним чином через його поспішну втечу з Тюїльрі в 1651 році — і його зростаюче прагнення тримати свій двір у Версалі, в 1685 році Король затверджує план будівництва більшого театру. Спорудження нового театру, який мав стати більш грандіозним ніж театр Палацу Тюїльрі, сильно звеличувалося в описах Версаля того часу.
Будівництво було заплановане в північному кінці Північного крила, і просувалося стрімкими темпами, але Війна Аугсбурзької ліги, що розпочалася в 1688 році, призупинила роботи. Будівництво на цьому місці продовжилось пізніше лише в часи правління Людовика XV.

## Повернення тимчасових театрів, 1729—1770

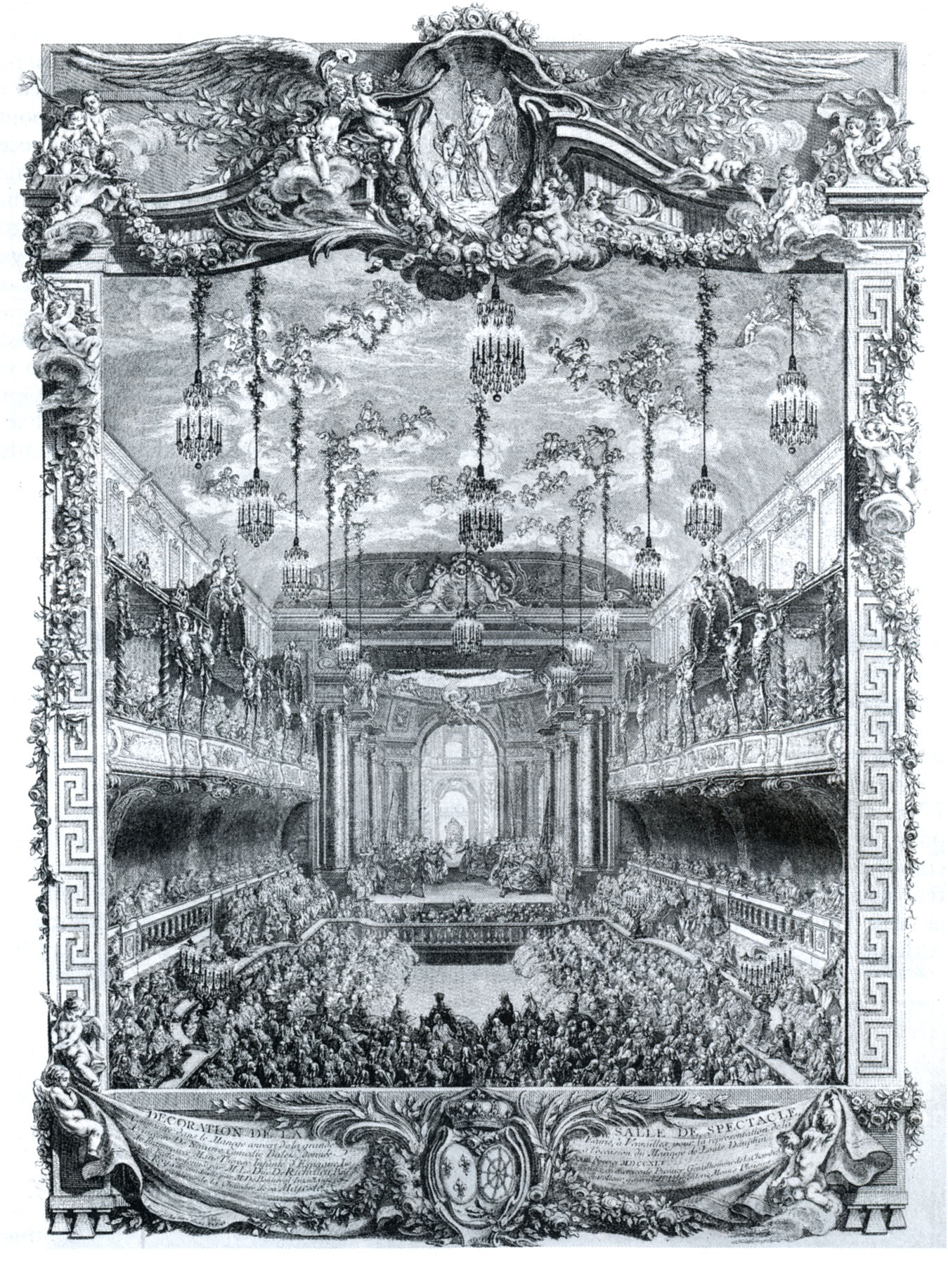
Прем'єра вистави Рамо «Принцеса Наварри» 23 січня 1745 у Великих стайнях, гравюра Шарля Ніколя Кочіна.

Після повернення Королівського двору у Версаль в 1722 році, приміщення, які використовував Людовик XIV, знову повинні були слугувати потребам двору. У 1729 році, як частини святкувань з нагоди народження дофіна, був побудований тимчасовий театр в Мармуровому дворі. Зал Комедії і Манеж Великих стаєнь використовувалися і як раніше за правління Людовика XIV.
Однак, через схильність Людовика XV до більш інтимного характеру театру, були створені кілька тимчасових театрів, які називали кабінетними театрами. Ці театри, як правило, споруджувалися в одній з кімнат Малих апартаментів Короля, з маленькою галереєю, що все частіше використовується починаючи з 1746 року. У 1748 році Сходи Послів були перетворені на театр, в якому Маркіза де Помпадур поставила кілька п'єс, а також грала в них. Двома роками пізніше театр знесли коли Сходи Послів зруйнували щоб побудувати апартаменти для Марії Аделаїди.
Відчуваючи актуальну потребу у великому і більш постійному театрі, вже у 1740-х роках Людовик XV серйозно розглядав відновлення плану Людовика XIV зі спорудження постійного театрального залу в північному кінці Північного флігеля. Однак, тепер вже через Семирічну війну, будівництво не могли розпочати впродовж близько 20 років. Коли пожежа знищила Великі стайні і театр в Манежі в 1751 році, а Зал Комедії став непридатним для театральних вистав через малі розміри, Людовик XV в 1763 році остаточно доручив Анж Жаку Ґабріелю спроектувати Королівську Оперу.

## Будівництво Королівської опери, 1765—1770
Будівельні роботи в Королівській опері розпочалися в повній мірі у 1765 році і були завершені в 1770 році. Архітектор Ґабріель повернувся до старого проекту Жюля Ардуен-Мансара і Гаспара Вігарані: Балетний Зал в дальній північній частині Палацу, будівництво якого було закинуте через Війну за Іспанські Нідерланди. Крайній корпус Північного крила, призначений для Опери, був зведений в повну висоту лише з боку Парку; з боку вулиці він був не вище фундаменту.
Для свого часу Королівська опера була одним з найкращих прикладів театральних споруд; розрахований на 712 глядачів, це був найбільший театр в Європі. Сьогодні Опера залишається одним з небагатьох театрів XVIII століття, що вціліли. Проект Ґабріеля був неординарним для свого часу, оскільки мав у плані еліпс. Відповідно до плану, Опера мала слугувати не тільки як театр, а також як бальна і бенкетна зала. Для ефективного використання площі, партер можна було підняти до рівня сцени, після чого площа залу подвоювалася. Трансформація глядацького залу у сцену виконувалася за допомогою коринфських колон, карниз яких переміщувався на всю довжину іонічного антаблемента. Просценіум утворювався двома парами колон, з'єднаних в глибині зі своїми антаблементами. З кожного боку були далеко рознесені ще дві пари колон, що знаходились поруч з триярусними ложами. В порушення традицій театрів італійського стилю, де яруси лож вкладались подібно курятнику, тут два яруси галерей проходили по колу приміщення, не маючи перегородок, прикрашені розкішною колонадою і, завдяки дзеркалам, здавалось, що вони тягнуться в нескінченність.

## Королівська опера післяРеволюції

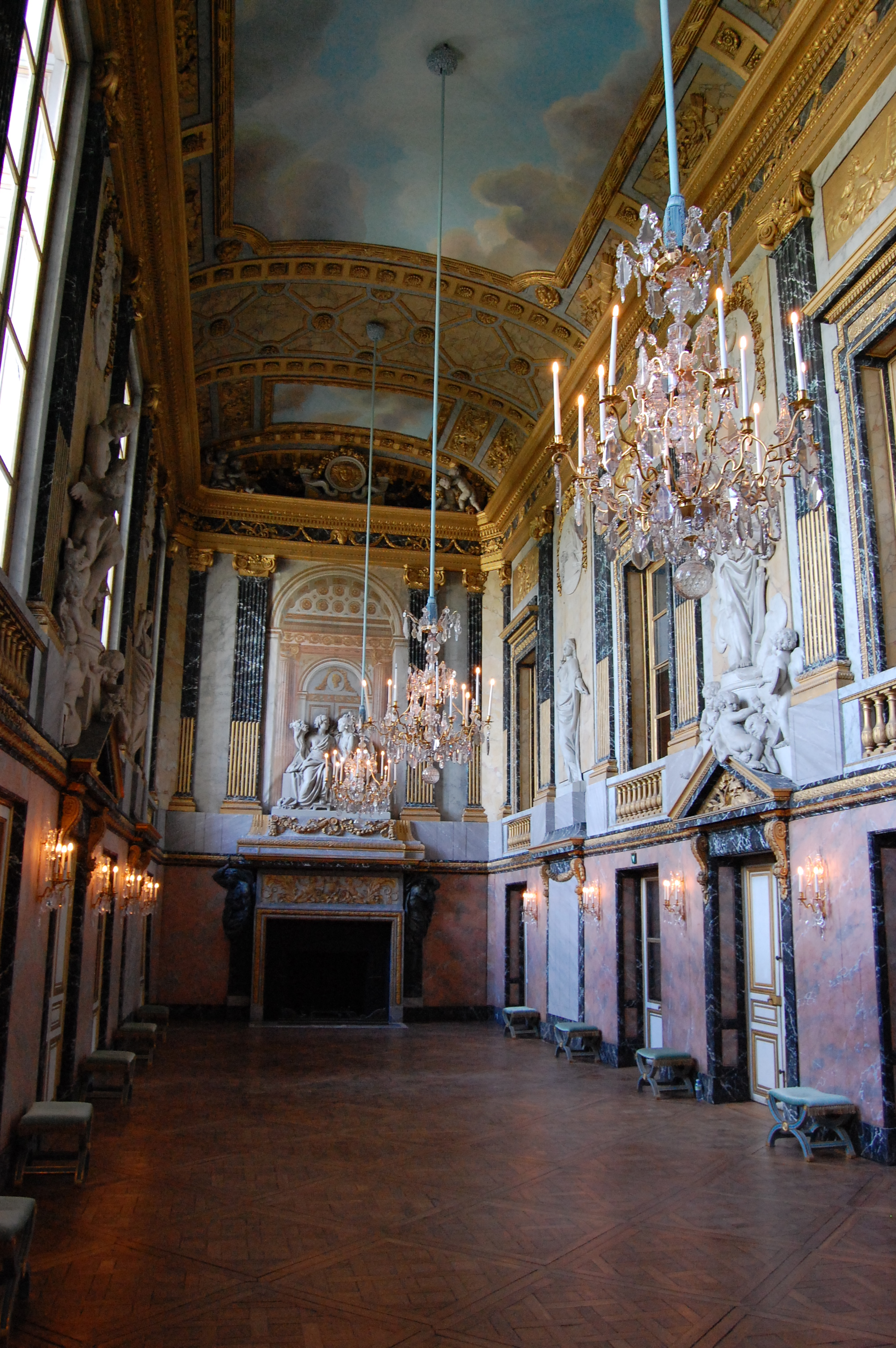
Фоє Королівської опери.

Королівська опера, що була вершиною творчості родини Ґабріеля і первісно слугувала тільки для королівських церемоній і надзвичайних вистав, почала використовуватись все менше через величезні витрати на етапі їх підготовки. Однак, протягом періоду використання, вона була прекрасним прикладом королівської щедрості і любові до театру, і не слід недооцінювати той факт, що відвідування опери для вищого класу було модним і тому необхідним, частково завдяки патронажу королеви Марії Антуанетти.
Коли в жовтні 1789 року Королівська родина покинула Версаль, Палац і Королівська Опера були закриті. Звичайно, у Палаці проходили деякі роботи за часів Наполеона Бонапарта (нове оформлення частини Королівських покоїв для Імператриці Марії-Луїзи) і за часів Людовика XVIII, але Королівська Опера знову відкрилася тільки в 1837 році, коли Луї-Філіпп I, після нового оформлення театру, представив комедію-балет Мольєра «Мізантроп». Під час державного візиту Королеви Вікторії та Принца Альберта Королівська Опера була перетворена на бенкетний зал для урочистої вечері 25 серпня 1855 року. Це була одна з найбільш урочистих подій, що проходила у Версалі в епоху Другої імперії.
У 1872 році за часів Паризької комуни Королівська Опера була перебудована Едмоном де Жолі під Національні збори Франції, які розміщувались тут до 1876 року; між 1876 і 1879 роками в Опері скликалися засідання Сенату Франції.

## Королівська опера після 1950 року
У 1952—1957 роках пройшла значна реставрація Опери, коли під керівництвом Андре Япі її приміщення було відновлене до свого вигляду 1770 року. Ця реставрація вважається однією з найбільш досокнало виконаних у Версалі. Королівська опера знову офіційно відкрилася 9 квітня 1957 року в присутності Королеви Великої Британії Єлизавети II. На відкритті був представлений другий акт опери-балету Рамо «Галантні Індії». Після завершення реставрації в Королівській опері проводять державні заходи, а також різні оперні і музичні вистави.
Нещодавно, в червні 2007 року Опера була зачинена на дворічну реконструкцію з метою приведення її приміщень до стандартів безпеки. В ході цієї реконструкції, що відбувалась під керівництвом архітектора Історичного музею Фредеріка Дідьєра, була встановлена нова протипожежна система, відновлене початкове призначення сходів авансцени, модернізоване сценічне і освітлювальне обладнання, перенесені і приведені до сучасних стандартів гримерні кімнати, а також приміщення, раніше передані Сенату, були повернені для потреб театру. Опера знову відчинила свої двері у вересні 2009 року, і з того часу представляє публіці розширені й амбітні серії оперних, балетних та концертних постановок, приділяючи особливу увагу творам барокового і класичого періодів, які найбільше асоціюються з Королівською оперою Версальського палацу.
Сьогодні, завдяки своїй відмінній акустиці і розкішному декору, Королівська опера є одним з найвишуканіших оперних театрів XVIII століття в Європі. Цінність Королівської опери безпосередньо пов'язана з історією виникнення безлічі театрів у Версалі і з історією театральних постановок у Франції XVII і XVIII століть.

## Галерея зображень
| | | |
| Задоволення чаруючого острівця, тимчасовий театр, побудований для постановки «Принцеса Елідська» Мольєра (8 травня 1664). Сильвестр Ісраель Сильвестр. | Великий Королівський Дивертисмент, тимчасовий театр, побудований для дебютної постановки комедії Мольєра «Жорже Данден» (15 липня 1668); гравюра Жана Лепотра. | Версальський Дивертисмент, театр, влаштований у Мармуровому дворі для постановки трагедії Люллі «Альцеста» (4 липня 1674). |

| | | |
| Прем'єра комедійного балету «Принцеса Наварри» 23 січня 1745 рока в Манежі Великих стаєнь з нагоди весілля Дофіна і Інфанти Марії-Терезії Іспанської; гравюра Шарля Ніколя Кочіна (молодшого). | «Акід і Галатея», постановка на сцені театра, побудованого на Сходах Послів у Версалі (23 січня — 10 лютого 1749); Адольф Лалюз. | Маскарад, влаштований Королем в Манежі Великих стаєнь у Версалі з нагоди весілля Дофіна і Інфанти Марії-Терезії Іспанської; гравюра Шарля Ніколя Кочіна (молодшого). |

|                                                                             | | |
| Урочисте відкриття Королівської опери 16 травня 1770 року; Жан-Мішель Моро. | Головний плафон Королівської опери у Версалі. «Аполлон коронує уславлених майстрів мистецтв»; бл. 1770 року, робота Луї Жана-Жака Дюрамо. | Зал Версальської опери під час святкування весілля Дофіна і Марії-Антуанетти у 1770 році; Жан-Мішель Моро. |